# جيم ويلر
جيم ويلر هو سياسي أمريكي، ولد في 8 نوفمبر 1953 في لوس أنجلوس في الولايات المتحدة. نشط حزبياً في الحزب الجمهوري. وقد انتخب عضو المجلس النيابي لولاية نيفادا ‏.

## وصلات خارجية
- الموقع الرسمي